# 凯德虹口商业中心
凯德虹口商业中心又名虹口凯德龙之梦或虹口龍之夢，是中華人民共和國上海市虹口區一家購物中心和寫字樓，位於虹口足球場附近，2008年開工，2012年2月正式開業。凯德虹口商业中心由凱德商用投資建造，總建築面積28萬平方米，由地下5層、地上6層的商業裙房和2棟30層的辦公塔樓組成。

## 交通
虹口龍之夢地下二层直通上海轨道交通8号线虹口足球場站，地上四层直通上海轨道交通3号线虹口足球場站，地上三层直通虹口足球场，地上一层為大型公交枢纽站，共有6条始发公交线路和多条过境线路。

## 外部連結
- 官方网站